# Robert Zwanzig
Robert Walter Zwanzig (* 9. April 1928 in Brooklyn; † 15. Mai 2014 in Bethesda, Maryland) war ein US-amerikanischer theoretischer Physiker und Chemiker, der sich mit der statistischen Mechanik irreversibler Prozesse, physikalischer Chemie, Biophysik und Theorie von Gasen und Flüssigkeiten beschäftigte.

## Leben
Zwanzig machte 1948 seinen Bachelor-Abschluss am Brooklyn Polytechnic Institute und seinen Master-Abschluss 1950 an der University of Southern California. 1952 wurde er am Caltech in physikalischer Chemie bei John G. Kirkwood promoviert (Titel der Dissertation: Quantum Hydrodynamics: a statistical mechanical theory of light scattering from simple non-polar fluids). 1951 bis 1954 forschte er als Post-Doktorand in theoretischer Chemie an der Yale University, war 1954 bis 1958 Assistant Professor in Chemie an der Johns Hopkins University und von 1958 bis 1966 als physikalischer Chemiker am National Bureau of Standards. 1966 bis 1979 hatte er eine Forschungsprofessur am Institute for Physical Science and Technology der University of Maryland, wo er danach bis 1988 Distinguished Professor war. 1974/75 war er als Fairchild Scholar am Caltech. Ab 1988 war er Forscher an den National Institutes of Health (National Institute of Diabetes and Digestive and Kidney Diseases) in Bethesda (Maryland), wo er 1987/88 als Fogarty Scholar war und wo er noch als Scientist Emeritus forschte.
Anfang der 1960er Jahre schrieb er einige heute klassische Arbeiten über Nichtgleichgewichts-Thermodynamik und statistische Mechanik irreversibler Prozesse. Er entwickelte eine Projektionsoperator-Methode, die es ermöglichte irreversible Transportgleichungen (wie die Boltzmanngleichung, Langevingleichung) und Mastergleichungen aus (in der Zeit reversiblen) mikroskopischen quantenmechanischen dynamischen Gleichungen (quantenmechanische Liouville-Gleichung mit verschiedenen Hamiltonoperatoren) zu erhalten. Angeregt wurde er dabei von Theorien von Ilja Prigogine (der 1959 Vorlesungen am National Bureau of Standards hielt) und Leon van Hove. Seine Theorie reproduzierte die mit komplizierten diagrammatischen Methoden ähnlich der Quantenfeldtheorie und Störungstheorie unendlich hoher Ordnung gewonnenen Ergebnisse von Prigogine und van Hove in einfacher Weise, fand später weite Anwendung und ist als Mori-Zwanzig-Formalismus bekannt (zusätzlich benannt nach Hazime Mori in Japan, der darüber 1965 veröffentlichte, manchmal auch nur als Mori-Formalismus).
Projektionsoperatortechniken wurden unabhängig auch 1958 von Sadao Nakajima und 1962 von Prigogine und anderen Mitgliedern der Brüsseler Schule der irreversiblen statistischen Mechanik eingeführt.
Später befasste er sich unter anderem mit den Mechanismen der Proteinfaltung.
1976 erhielt er den Peter Debye Award, 1985 den Irving Langmuir Award und 1994 den Joel Henry Hildebrand Award der American Chemical Society. Er war Fellow der National Academy of Sciences und der American Chemical Society. 1974 wurde er in die American Academy of Arts and Sciences gewählt.
Er war seit 1953 verheiratet und hatte zwei Kinder.

## Schriften
- Statistical mechanics of irreversibility, in: W. E. Brittin, B. W. Downs, J. Downs (Herausgeber) Lectures in Theoretical Physics (Boulder, 1960), New York, Interscience 1961
- Ensemble Method in the Theory of Irreversibility, J. Chemical Physics, Band 33, 1960, S. 1338–1341 (Nakajima-Zwanzig-Gleichung, Mori-Zwanzig-Formalismus), Zwanzig zu seiner Arbeit von 1960, Science Citation Classic, pdf
- Time-correlation functions and transport coefficients in statistical mechanics, Annual Review of Physical Chemistry, Band 16, 1965, S. 67–102 (Review-Artikel)
- Memory effects in irreversible thermodynamics, Physical Review, Band 124, 1961, S. 981
- Nonequilibrium Statistical Mechanics, Oxford University Press 2004
- Dynamical disorder: passage through a fluctuating bottleneck, J. of Chemical Physics, Band 97, 1992, S. 3587–3589